# Кожокару (Дамбовица)
Кожокару (рум. Cojocaru) насеље је у Румунији у округу Дамбовица у општини Могошани. Oпштина се налази на надморској висини од 175 m.

## Становништво
Према подацима из 2002. године у насељу је живело 835 становника, од којих су сви румунске националности.